# Demonax taiwanensis
Demonax taiwanensis är en skalbaggsart som först beskrevs av Hayashi 1966.  Demonax taiwanensis ingår i släktet Demonax och familjen långhorningar.
Artens utbredningsområde är Taiwan. Inga underarter finns listade i Catalogue of Life.